# ソロール環礁
ソロール環礁（英語: Sorol）は北西太平洋カロリン諸島の環礁。ミクロネシア連邦ヤップ州に属しており選挙区を構成する自治体となっている。ウルシー環礁の南南東150km、ヤップ島の南東250km程の位置にある。人口は2000年の時点で215人であった。
ヤップの自治体であり、いくつかの統計的な出版物では人口はファイス島と合計してある。

## 地理
環礁は東西に12.5km程の長さであり、幅は最大3.5km程である。環礁の北辺部にはいくつかの島が存在する。合計の土地面積は0.934km2であるが、最大で45m程度で7.1km2の面積の礁湖を持っている。環礁の南辺は礁嶺が発達しておらず、北辺より狭く、外界と航行可能な2箇所の水道が存在する。4つの多少大きい島では農作物が栽培されている。
個々の島には北西端のBigelimol、北西部のBigeliwol、南東端のBigelor、南部のBirara、北部のFalewaidid、南東のSorolなどが存在する。

## 歴史
最初の記録は1565年1月22日、パターチェのSan Lucas号に乗ったスペインの航海士アロンソ・デ・アレリャーノによるものである。
カロリン諸島全体と同様にスペイン領東インドを経て、ドイツ領ニューギニアとなり、第1次大戦後は日本の南洋庁の下で委任統治されることとなった。第二次大戦後はアメリカ合衆国の太平洋諸島信託統治領となり、1979年からはミクロネシア連邦のヤップ州の一部となっている。

## 註
- Columbia Gazeteer of the World. Vol. 1, p. 900

1. ↑  “Oceandots”. 2010年12月23日時点のオリジナルよりアーカイブ。2010年9月12日閲覧。
2. ↑  Coello, Francisco "Conflicto hispano-alemán" Boletín de Sociedad Geográfica de Madrid, t.XIX. 2º semestre 1885, Madrid, p.242,289